# Thái bảo (chức quan)
Thái bảo (tiếng Trung: 太保) là một chức quan trong triều đình Trung Quốc, Triều Tiên và Việt Nam, được thiết lập từ thời nhà Chu, phụ trách việc giám hộ và phụ tá vị vua nhỏ tuổi.
Triệu Công là thái bảo đầu tiên, "Đại Đới lễ ký" viết: "Triệu Công làm thái bảo, Chu Công làm thái phó, Thái Công làm thái sư". Chu Võ Vương qua đời, Chu Thành Vương tuổi nhỏ, Triệu Công nhậm chức thái bảo giám hộ vị vua nhỏ tuổi. Chu Công đông chinh thắng lợi, xây dựng đông đô Thành Chu (nay là Lạc Dương, Hà Nam), Chu Thành Vương đến Thành Chu tự mình chấp chính, Triệu Công vì thế tự viết cuốn trường thiên giáo trình "Thượng thư - Triệu cáo" cho Thành Vương học. Chu Công cùng Triệu Công phân Thiểm mà trị "Từ Thiểm về tây, Triệu Công quản lý, từ Thiểm về đông, Chu Công quản lý." Về sau con cháu Triệu Công lấy Thái Bảo làm họ.
Sau thời Xuân Thu, chức này bị phế, tới triều Hán được phục lập, vị xếp sau thái phó. Qua các đời vua, triều đại có nhiều lần tăng hàm nhưng đều không phải chức có thực quyền. "Minh sử" chép: "Thái sư, thái phó, thái bảo là Tam công, chính nhất phẩm... phò giúp thiên tử, lý âm dương, kinh bang hoằng hóa, chức này rất trọng." Triều đại nhà Chu, thái bảo cùng thái sư và thái phó được hợp xưng là "Tam công".
Tại Triều Tiên, dưới thời Cao Ly cũng thiết lập chức vị thái bảo, tới vương triều Triều Tiên thì đổi tên thành đại bảo.

## Thái bảo trong lịch sử Việt Nam

### Thời Lý
Đào Xử Trung